# Desafio Internacional das Estrelas
O Desafio Internacional das Estrelas é uma competição anual de kart organizada desde 2005 por Felipe Massa. Realizada sempre no final do ano, o desafio reúne grandes personalidades do automobilismo nacional e internacional, contando com a presença de pilotos como Michael Schumacher, Rubens Barrichello, Vitantonio Liuzzi, Lucas Di Grassi, Nelsinho Piquet, Tony Kanaan, Antônio Pizzonia, Jaime Alguersuari, dentre outros.

## História
No seu 1º ano, o desafio foi realizado no Kartódromo de Bauru, em São Paulo. De 2006 a 2008 foi disputado no Kartódromo dos Ingleses, em Florianópolis, e desde 2009, passou a ser disputado em um kartódromo construído especialmente para sediar esta competição: o novo Kartódromo Internacional de Santa Catarina, também em Florianópolis. Este kartódromo foi idealizado por Felipe Massa, tendo como base alguns pontos de suas pistas favoritas: os autódromos de Shangai na China (curvas 1, 2 e 3), Istambul na Turquia (curva 8) e Interlagos em São Paulo (ligação da Curva do Café com a Reta dos Boxes). O desenho do traçado ficou a cargo do também piloto Lucas Di Grassi e teve a aprovação do arquiteto oficial da Fórmula 1 Hermann Tilke e o aval da FIA.

## Pontuação das baterias
Até 2010, as baterias distribuíam pontuações diferentes. Em 2011, a pontuação para a 2ª bateria passou a ser a mesma da 1ª. Além disso, o piloto que conquistasse a pole position ganharia dois pontos.
| 1ª bateria | 1ª bateria | 1ª bateria | 1ª bateria | 1ª bateria | 1ª bateria | 1ª bateria | 1ª bateria | 1ª bateria | 1ª bateria | 1ª bateria | 1ª bateria | 1ª bateria | 1ª bateria | 1ª bateria | 1ª bateria |
| ---------- | ---------- | ---------- | ---------- | ---------- | ---------- | ---------- | ---------- | ---------- | ---------- | ---------- | ---------- | ---------- | ---------- | ---------- | ---------- |
| Posição    | 1º         | 2º         | 3º         | 4º         | 5          | 6º         | 7º         | 8º         | 9º         | 10º        | 11º        | 12º        | 13º        | 14º        | 15º        |
| Pontos     | 25         | 20         | 16         | 13         | 11         | 10         | 9          | 8          | 7          | 6          | 5          | 4          | 3          | 2          | 1          |

| 2ª bateria | 2ª bateria | 2ª bateria | 2ª bateria | 2ª bateria | 2ª bateria | 2ª bateria | 2ª bateria | 2ª bateria | 2ª bateria | 2ª bateria | 2ª bateria | 2ª bateria | 2ª bateria | 2ª bateria | 2ª bateria |
| ---------- | ---------- | ---------- | ---------- | ---------- | ---------- | ---------- | ---------- | ---------- | ---------- | ---------- | ---------- | ---------- | ---------- | ---------- | ---------- |
| Posição    | 1º         | 2º         | 3º         | 4º         | 5          | 6º         | 7º         | 8º         | 9º         | 10º        | 11º        | 12º        | 13º        | 14º        | 15º        |
| Pontos     | 20         | 17         | 15         | 13         | 11         | 10         | 9          | 8          | 7          | 6          | 5          | 4          | 3          | 2          | 1          |

Ao final das duas baterias, o piloto que somar mais pontos será declarado o campeão do desafio. Para que o piloto garanta a pontuação referente à sua posição de chegada, é necessário que ele complete um mínimo de 75% das voltas completadas pelo líder. Em caso de empate, usa-se como critério de desempate o resultado obtido na 1ª bateria. Caso algum piloto receba alguma advertência durante qualquer bateria, ele será punido com o decréscimo de 1 ponto em relação à pontuação ganha na bateria disputada. 

## Cancelamento
Em novembro de 2014, a "RM Eventos a Motor" confirmou o cancelamento do evento.

## Resultados
| Ano  | Campeão            | Vencedor 1ª Bateria | Vencedor 2ª Bateria | Local                                       | Data              |
| ---- | ------------------ | ------------------- | ------------------- | ------------------------------------------- | ----------------- |
| 2005 | Daniel Serra       | Daniel Serra        | Allam Khodair       | Kartódromo Toca da Coruja, Bauru (SP)       | 11 de dezembro    |
| 2006 | Felipe Massa       | Felipe Massa        | Antônio Pizzonia    | Kartódromo dos Ingleses, Florianópolis (SC) | 17 de dezembro    |
| 2007 | Michael Schumacher | Michael Schumacher  | Lucas Di Grassi     | Kartódromo dos Ingleses, Florianópolis (SC) | 25 de novembro    |
| 2008 | Rubens Barrichello | Rubens Barrichello  | Felipe Massa        | Kartódromo dos Ingleses, Florianópolis (SC) | 30 de novembro    |
| 2009 | Michael Schumacher | Michael Schumacher  | Felipe Massa        | Arena Sapiens Park, Florianópolis (SC)      | 28-29 de novembro |
| 2010 | Lucas Di Grassi    | Lucas Di Grassi     | Bia Figueiredo      | Arena Sapiens Park, Florianópolis (SC)      | 18-19 de dezembro |
| 2011 | Jaime Alguersuari  | Jules Bianchi       | Jaime Alguersuari   | Arena Sapiens Park, Florianópolis (SC)      | 03-04 de dezembro |
| 2013 | Jules Bianchi      | Jules Bianchi       | Felipe Nasr         | Beto Carrero World, Penha (SC)              | 12-13 de janeiro  |
| 2014 | Vitantonio Liuzzi  | Sébastien Buemi     | Felipe Massa        | Beto Carrero World, Penha (SC)              | 10-12 de janeiro  |